# La Chapelle-sur-Dun
La Chapelle-sur-Dun is een gemeente in het Franse departement Seine-Maritime (regio Normandië) en telt 207 inwoners (1999). De plaats maakt deel uit van het arrondissement Dieppe.

## Geografie
De oppervlakte van La Chapelle-sur-Dun bedraagt 4,5 km², de bevolkingsdichtheid is 46,0 inwoners per km².
De onderstaande kaart toont de ligging van La Chapelle-sur-Dun met de belangrijkste infrastructuur en aangrenzende gemeenten.

## Demografie
Onderstaande figuur toont het verloop van het inwonertal (bron: INSEE-tellingen).